# Природно-заповідний фонд Вінницької області

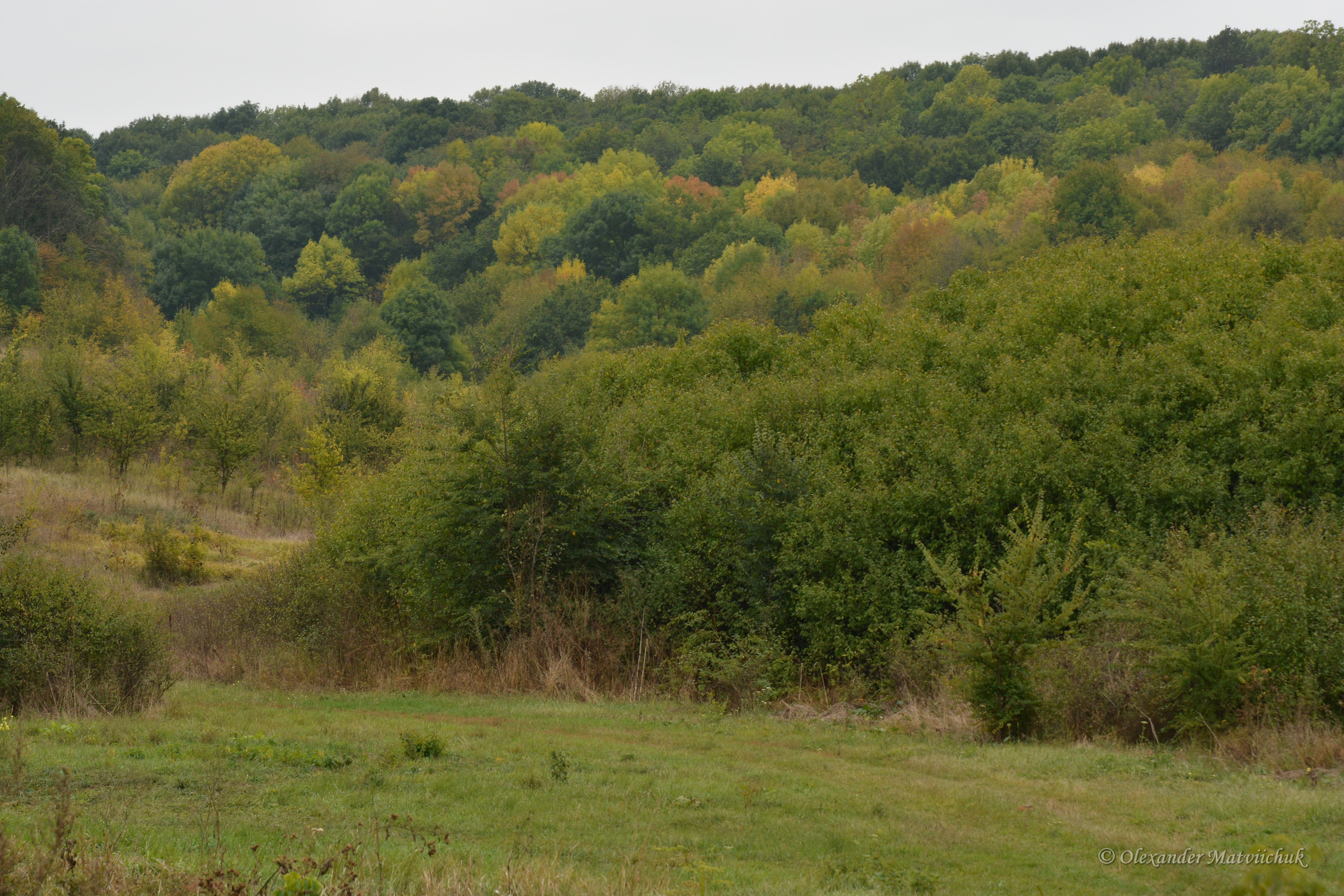
Єдиний національний парк Вінниччини — Кармелюкове Поділля

Природно-заповідний фонд Вінницької області нараховує 424 природних комплексів та об'єктів (станом на 05.03.2019 р.), котрі виділені з метою збереження природного різноманіття ландшафтів, генофонду тваринного і рослинного світу, підтримання загального екологічного балансу регіону.

## Історія розвитку
Уперше на Вінниччині природоохоронна робота була розпочата у 1925 році — постановою губкому взято під охорону цінну рідкісну декоративну рослину береку. У 1960 році Постановою Ради Міністрів УРСР взято під охорону шість найцінніших парків в області: Немирівський, Антопільський, Чернятинський, Верхівський, Ободівський, Немерчанський. У 1964 році рішенням облвиконкому взято під охорону ще 100 об'єктів природи. У 1967 році заповідну справу очолив Державний комітет з охорони природи. Станом на 1978 р. на території області існувало 135 об'єктів природно-заповідного фонду загальною площею 4714 га, що становило 0,17 % площі області.

## Сучасний стан
Станом на 01.01.2013 року землі заповідного фонду області займають 54 тисячі 880 гектарів, що становить 2,07 % площі області. Під охороною держави знаходиться 424 території та об'єкти природно-заповідного фонду. Серед них один національний природний парк та чотири регіональних ландшафтні парки:
- Національний природний парк «Кармелюкове Поділля»
- РЛП «Дністер»
- РЛП «Немирівське Побужжя»
- РЛП «Середнє Побужжя»
- РЛП «Мурафа»

Для комплексного вирішення питань збереження ландшафтного та біологічного різноманіття в області рішенням сесії обласної ради 22 жовтня 2003 року прийнято «Регіональну програму екологічної мережі Вінницької області на 2004—2015 роки». 
У межах Вінницької області виділено Південнобузький та Дністровський субмеридіональні екокоридори, три національних природних ядра, 38 регіональних центрів біорізноманіття, 19 регіональних екокоридорів. 